# Circle (Montana)
Circle ist eine Stadt im McCone County im US-Bundesstaat Montana und Sitz der Countyverwaltung.

## Verkehr
Durch den Ort verläuft in Ost-West-Richtung der Montana Highway 200.